# Феодор Тирон

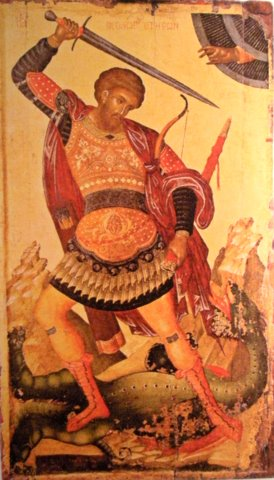
Св. Фёдор Тирон. Крит. XV век

Фео́дор Ти́рон (др.-греч. Θεόδωρος ὁ Τήρων, Феодор Амасейский; † 17 февраля 306 года) — христианский святой, почитаемый в лике великомучеников. Память в Православной церкви совершается шестеричным богослужением 17 февраля (1 марта) в високосный год, 17 февраля (2 марта) в невисокосные годы, и в первую субботу Великого поста, в Католической церкви — 9 ноября.
Феодор Тирон считался покровителем Венеции до перенесения в город мощей апостола Марка.

## Жизнеописание
Согласно житию, Феодор был воином мармаритского полка в городе Амасии (Понт, Малая Азия). Во время проводимой по указанию императора Галерия кампании по принуждению христиан к принесению жертв языческим богам Феодор отказался от требования своего военачальника Вринка принести жертвы. Ему было дано несколько дней на размышление, во время которых святой Феодор усиленно молился. После его обвинили в сожжении храма Кибелы и привели на суд к градоначальнику Публию. Феодор исповедал себя христианином, после чего был заключён в тюрьму и обречён на голодную смерть. Обнаружив через некоторое время Феодора живым, градоначальник вновь предложил ему совершить жертвоприношение. После отказа Феодора подвергли пытке — строгали его тело железными зубцами, но святой продолжал исповедовать Христа.

Мучитель, удивляясь такому мужеству и терпению святого Феодора, сказал ему: 

— Неужели ты, сквернейший из всех людей, не стыдишься уповать на Человека, названного Христом, Который Сам был казнён бесчестной смертью? Неужели ты ради Сего Человека так безрассудно подвергаешь себя мукам? 

Христов мученик отвечал на это: 

— Пусть выпадет на мою долю и на долю всех призывающих имя Господа Иисуса Христа такое же бесчестие! 

Тогда народ стал кричать и требовать, чтобы скорее была совершена казнь над святым Феодором.
— Димитрий Ростовский. Жития святых (17 февраля)
Феодора сожгли на костре. Его останки, по преданию не повреждённые огнём, попросила христианка Евсевия и погребла в своём доме в городе Евхаитах. Позднее его мощи были перенесены в Константинополь, а глава сначала в Бриндизи, а затем в Гаэту.
В настоящее время мощи Феодора Тирона находятся в монастыре Ново Хопово в Сербии.

## Чудо святого Феодора
Священное Предание связывает с Феодором Тироном следующее чудо. Император Юлиан Отступник (361—363), желая оскорбить верующих (согласно Деян. 15:29, христианам предписано «воздерживаться от идоложертвенного и крови») приказал градоначальнику Константинополя в первую неделю Великого поста окроплять еду, продаваемую на городских рынках, идоложертвенной кровью. В это время во сне константинопольскому архиепископу Евдоксию явился Феодор Тирон и предупредил его о замысле императора. Святой повелел употреблять в эти дни в пищу коливо (кутью).
В память об этом в Православии установлено празднование в честь святого Феодора, совершаемое в первую субботу Великого поста. В навечерие субботы (в пятницу) после литургии преждеосвященных даров читается молебный канон великомученику Феодору (составлен Иоанном Дамаскином) и происходит благословение колива и раздача его верующим. Данное празднование в честь Феодора Тирона описано уже константинопольским патриархом Нектарием (381—397).

## Былинный образ святого
«Сказание о подвигах Фёдора Тиринина» — апокриф о Феодоре Тироне, связанный с темой основного мифа: герой предстаёт здесь как змееборец. «Сказание» представляет собой тип «мученичества», а не полноценного биографического жития: подвиг святого Феодора лишь внешним образом связан с его житием, которое им и начинается. Александр Веселовский высказывает предположение о возможной связи духовного стиха с былиной «Добрыня и Змей».
Восточно- и южнославянские традиции представляют Феодора Тирона, как и Егория Храброго, всадником и защитником скота.

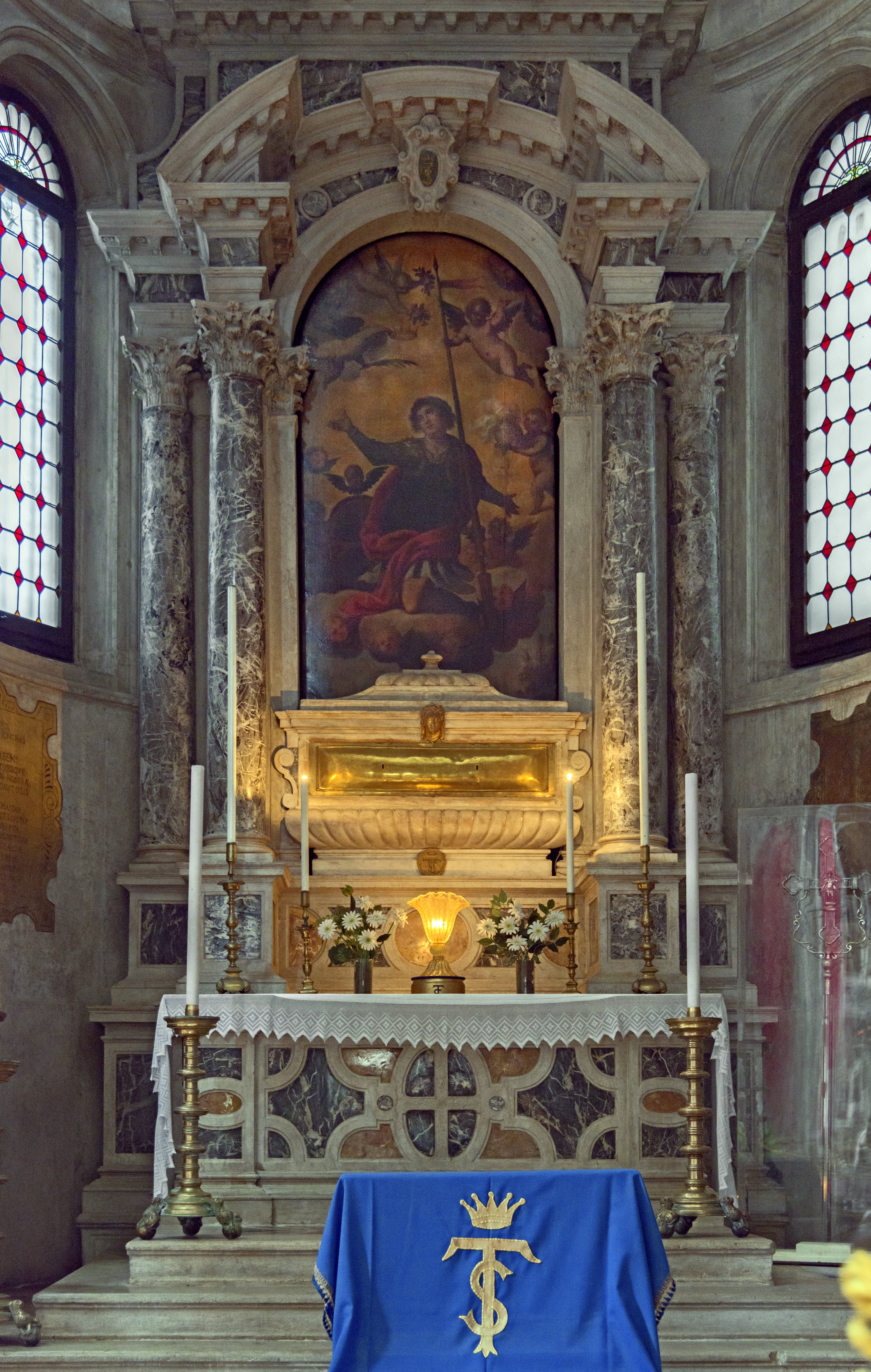
Его могила в Венеции
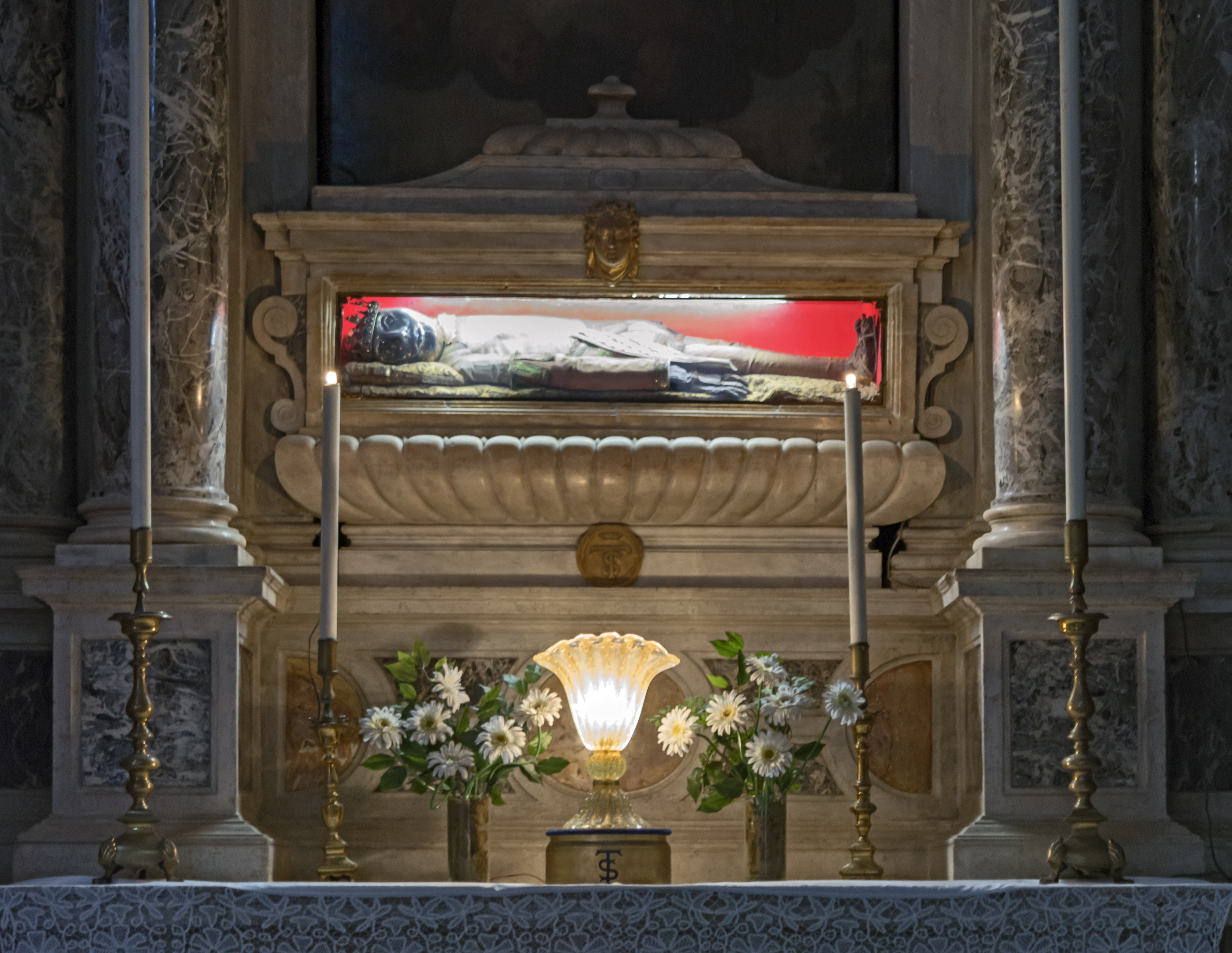
Феодор Тирон